# 朱由樊
荊定王朱由樊（16世纪—1623年1月25日），是康王朱常泴嫡第二子，明朝第九代荊王。朱由樊於萬曆十七年（1589年）封世子，萬曆二十八年（1600年）襲封荊王。他在位二十二年，在天啟二年（1622年1月25日）過世，諡號定，四年後其子朱慈㷑就嗣位。

## 家庭
- 妻：李氏，封王妃[1]
- 子：荊世子朱慈㡑，先卒，萬曆四十六年（1618年）行葬禮[3]
- 庶子：荊王朱慈煃
- 嫡子：荊王朱慈㷑